# Lijst van voetbalinterlands Australië - Samoa (vrouwen)
Deze lijst van voetbalinterlands is een overzicht van alle officiële voetbalinterlands tussen de nationale vrouwenteams van Australië en Samoa. De landen hebben tot nu toe één keer tegen elkaar gespeeld.

## Wedstrijden
| № | Plaats   | Datum        | Competitie                   | Wedstrijd         | Uitslag |
| - | -------- | ------------ | ---------------------------- | ----------------- | ------- |
| 1 | Canberra | 5 april 2003 | Oceanisch kampioenschap 2003 | Australië − Samoa | 19 − 0  |

## Samenvatting
| Competitie              | Totaal gespeeld | Winst Australië | Gelijk | Winst Samoa | Doelsaldo Australië – Samoa |
| ----------------------- | --------------- | --------------- | ------ | ----------- | --------------------------- |
| Oceanisch kampioenschap | 1               | 1               | 0      | 0           | 19 − 0                      |
| Totaal                  | 1               | 1               | 0      | 0           | 19 − 0                      |